# Müezzinler, Ardanuç
Müezzinler là một xã thuộc huyện Ardanuç, tỉnh Artvin, Thổ Nhĩ Kỳ. Dân số thời điểm năm 2010 là 49 người.